# M級駆逐艦 (2代)
M級駆逐艦（英語: M-class destroyer）は、イギリス海軍の駆逐艦の艦級。L級の小改正型として1939-40年度計画で8隻が建造された。基本的にはL級と同一の設計であるが、竣工時期が遅かったことから、第二次世界大戦開戦後にL級に施された改正が当初から施工されている。

## 装備
本級は、L級の小改正型として1939-40年度計画で建造された。全長をわずかに拡大した以外は、基本的にはL級と同一の設計である。
装備もL級の後期建造艦のものがおおむね踏襲されており、艦砲としては50口径12cm砲（QF 4.7インチ砲Mk.XI）を連装のMk.XX砲塔3基と組み合わせた連装砲として3基搭載した。これは最大仰角を50度に増すとともに単独俯仰に対応した新型砲であった。射撃指揮装置もL級と同様で、Mk.IV TP方位盤にFKC射撃盤（対空用）およびAFCC射撃盤（対水上用）が搭載された。
また竣工時期が遅かったことから、第二次世界大戦開戦後にL級に施された改正が当初から施工されており、21インチ4連装魚雷発射管を1基とする一方、対空兵器として45口径10.2cm単装高角砲（QF 4インチ砲Mk.V）および39口径40mm4連装機銃（QF 2ポンド・ポンポン砲）1基を搭載するとともに、戦間期に鳴り物入りで導入されたにも関わらず威力が乏しかった62口径12.7mm機銃を廃止して、信号艦橋の両側に70口径20mm連装機銃2基を搭載した。
レーダーの更新も進められ、早期警戒レーダーは286型から290型へ、そして「ミルン」では1943年の改修で291型へと更新された。また目標捕捉レーダーも272型、そして276型へと改修されている。重量増大に対応するため、「マーン」などは前檣をラティス・マストに改造している。

## 同型艦
スコッツ社で建造された「マラータ」は、被爆による資料喪失のため、列艦より遅れて竣工した。1944年まで本国艦隊に所属し、続いて地中海に派遣された。3隻が第二次世界大戦で失われ、残った5隻の内マスケティーアは1955年に解体、4隻は1958年にトルコに売却された。
| イギリス海軍 | イギリス海軍                 | イギリス海軍                    | イギリス海軍                   | イギリス海軍                                                               | 退役/再就役後                                                              | 退役/再就役後                                                              | 退役/再就役後                                                              | 退役/再就役後                                                              | 退役/再就役後                                                                                 |
| #            | 艦名                         | 造船所                          | 就役                           | 退役                                                                       | 再就役先                                                                   | #                                                                          | 艦名                                                                       | 再就役                                                                     | その後                                                                                        |
| ------------ | ---------------------------- | ------------------------------- | ------------------------------ | -------------------------------------------------------------------------- | -------------------------------------------------------------------------- | -------------------------------------------------------------------------- | -------------------------------------------------------------------------- | -------------------------------------------------------------------------- | --------------------------------------------------------------------------------------------- |
| G14          | ミルン HMS Milne ※嚮導艦     | スコッツ                        | 1942年 8月6日                  | 1957年 8月26日                                                             | トルコ海軍                                                                 | D348                                                                       | アルプ・アルスラーン TCG Alp Arslan                                        | 1959年 6月29日                                                             | 1971年退役、解体。                                                                            |
| G23          | マラータ HMS Mahratta        | スコッツ                        | 1943年 8月8日                  | 1944年2月25日、デンマーク沖にてドイツ海軍の潜水艦「U-990」の雷撃により沈没 | 1944年2月25日、デンマーク沖にてドイツ海軍の潜水艦「U-990」の雷撃により沈没 | 1944年2月25日、デンマーク沖にてドイツ海軍の潜水艦「U-990」の雷撃により沈没 | 1944年2月25日、デンマーク沖にてドイツ海軍の潜水艦「U-990」の雷撃により沈没 | 1944年2月25日、デンマーク沖にてドイツ海軍の潜水艦「U-990」の雷撃により沈没 | 1944年2月25日、デンマーク沖にてドイツ海軍の潜水艦「U-990」の雷撃により沈没                    |
| G86          | マスケティーア HMS Musketeer | フェアフィールド                | 1942年 9月18日                 | 1955年9月3日、スクラップとして売却。                                       | 1955年9月3日、スクラップとして売却。                                       | 1955年9月3日、スクラップとして売却。                                       | 1955年9月3日、スクラップとして売却。                                       | 1955年9月3日、スクラップとして売却。                                       | 1955年9月3日、スクラップとして売却。                                                          |
| G90          | ミュルミドン HMS Myrmidon    | フェアフィールド                | ポーランド海軍へ就役前に貸与。 | ポーランド海軍へ就役前に貸与。                                             | ポーランド海軍へ就役前に貸与。                                             | 不明                                                                       | オルカン ORP Orkan                                                         | 1942年 11月18日                                                            | 1943年10月8日、SC 143 護送船団の護衛任務中にドイツ海軍の潜水艦「U-378」の魚雷攻撃を受け沈没。 |
| G52          | マッチレス HMS Matchless     | アレクサンダー・ スティーブンス | 1942年 2月12日                 | 1946年 4月                                                                 | トルコ海軍                                                                 | D350                                                                       | クルチ・アリ・パシャ TCG Kılıç Ali Paşa                                    | 1959年 7月16日                                                             | 1971年退役、同年解体。                                                                        |
| G73          | ミーティア HMS Meteor        | アレクサンダー・ スティーブンス | 1942年 8月12日                 | 1959年 6月29日                                                             | トルコ海軍                                                                 | D351                                                                       | ピヤレ・パシャ TCG Piyale Pasha                                            | 1959年 6月29日                                                             | 1971年退役、同年解体。                                                                        |
| G35          | マーン HMS Marne             | ヴィッカース・ アームストロング | 1941年 12月2日                 | 1959年 3月26日                                                             | トルコ海軍                                                                 | D349                                                                       | マレシャル・フェヴズィ・チャクマク TCG Mareşal Fevzi Çakmak                | 1959年 3月26日                                                             | 1970年退役、同年解体                                                                          |
| G44          | マーティン HMS Martin        | ヴィッカース・ アームストロング | 1940年 12月12日                | 1942年11月10日、西地中海にてドイツ海軍の潜水艦「U-431」の雷撃により沈没。  | 1942年11月10日、西地中海にてドイツ海軍の潜水艦「U-431」の雷撃により沈没。  | 1942年11月10日、西地中海にてドイツ海軍の潜水艦「U-431」の雷撃により沈没。  | 1942年11月10日、西地中海にてドイツ海軍の潜水艦「U-431」の雷撃により沈没。  | 1942年11月10日、西地中海にてドイツ海軍の潜水艦「U-431」の雷撃により沈没。  | 1942年11月10日、西地中海にてドイツ海軍の潜水艦「U-431」の雷撃により沈没。                     |